# إتيان روث
إتيان روث (بالفرنسية: Étienne Roth)‏ هو كيميائي فرنسي، ولد في 5 يونيو 1922 في ستراسبورغ في فرنسا، وتوفي في 19 مارس 2009 في سيفر في فرنسا.